# África do Sul nos Jogos Olímpicos de Inverno de 1960
A África do Sul participou dos Jogos Olímpicos de Inverno de 1960 em Squaw Valley, nos Estados Unidos. Foi a primeira participação do país em Jogos Olímpicos de Inverno.

## Desempenho

### Patinação artística
| Atleta                       | Evento              | Pontos | Pos. |
| ---------------------------- | ------------------- | ------ | ---- |
| Marcelle Matthews Gwyn Jones | Duplas              | 63,6   | 13º  |
| Penny Sage                   | Individual feminino | 1000,9 | 23º  |
| Pat Eastwood                 | Individual feminino | 970,8  | 24º  |